# Delage Type AI
Der Delage Type AI war ein frühes Personenkraftwagenmodell der französischen Marke Delage.

## Beschreibung
Die nationale Zulassungsbehörde prüfte das Fahrzeug mit der Nummer 3310 und der Motorennummer 6002 und erteilte am 14. November 1912 die Genehmigung. Delage bot das Modell von 1913 bis 1915 an. Vorgänger war der Delage Type AB, Nachfolger wurde der Delage Type BI. 
Ein selbst hergestellter Vierzylindermotor vom Typ 4 I trieb die Fahrzeuge an. Er hatte 75 mm Bohrung und 130 mm Hub. Das ergab 2297 cm³ Hubraum und 12 Cheval fiscal. Die tatsächliche Motorleistung ist nicht bekannt.
Das Fahrgestell hatte in der Normalausführung 1280 mm Spurweite und 2900 mm Radstand. Bei der Langversion lauteten die entsprechenden Werte 1380 mm und 3150 mm. Bekannt sind Doppelphaeton und Torpedo mit jeweils vier Sitzen und zweisitzige Roadster.

## Stückzahlen und überlebende Fahrzeuge
Peter Jacobs vom Delage Register of Great Britain erstellte im Oktober 2006 eine Übersicht über Produktionszahlen und die Anzahl von Fahrzeugen, die noch existieren. Seine Angaben zu den Bauzeiten weichen in einigen Fällen von den Angaben der Buchautoren ab. Stückzahlen zu den Modellen vor dem Ersten Weltkrieg sind unbekannt. Für dieses Modell bestätigt er die Bauzeit von 1913 bis 1915. Es existieren noch 18 Fahrzeuge.

## Auktionen
Ein erhaltenes Fahrzeug von 1913 mit einem Aufbau als Skiff vom Karosseriebauunternehmen Keith Hill und dem britischen Kennzeichen 8656 PE wurde am 7. September 2013 von Bonhams für 51.221 Euro versteigert.
Am 7. Februar 2019 versteigerte ebenfalls Bonhams einen viersitzigen Tourenwagen von etwa 1914 mit dem britischen Kennzeichen EJ 143 für 41.975 Euro.